# Euphrasia coreana
Euphrasia coreana är en snyltrotsväxtart som beskrevs av Wilhelm Becker. Euphrasia coreana ingår i släktet ögontröster, och familjen snyltrotsväxter. Inga underarter finns listade i Catalogue of Life.